# San Llorente
San Llorente – gmina w Hiszpanii, w prowincji Valladolid, w Kastylii i León, o powierzchni 24,89 km². W 2011 roku gmina liczyła 152 mieszkańców.